# Сульфасалазин
Сульфасалазин (ССЗ), поставляемый на рынок под торговым названием «азульфидин», — лекарство, использующееся для лечения ревматоидного артрита. Сульфасалазин — сульфамидное производное месалазина.
Сульфасалазин был получен в 1950-х. Он находится в списке Основных Лекарственных средств Всемирной Организации Здоровья, списке наиболее важных лекарств, необходимых в базовой системе здравоохранения.

## Медицинское использование
Сульфасалазин используется в лечении воспалительных заболеваний кишечника, включая язвенный колит и болезнь Крона. Также его использовали для лечения ревматоидного артрита и других типов воспалительного артрита (например, псориатического артрита), причём эффект его использования был положителен. 
В клинических исследованиях для лечения хронических алкоголиков сульфасалазин использовался для того, чтобы убрать рубцы, возникавшие из-за цирроза печени. Исследование, проведённое в университете Ньюкасл, показало, что данное лекарство может быть эффективно при циррозе печени. Клетки под названием миофибробласты, которые приводят к появлению рубцовой ткани в поражённой печени, также, по-видимому, выделяют белки, которые предотвращают разрушение рубцовой ткани. Сульфасалазин используется, чтобы замедлить это выделение.
Сульфасалазин обычно не даётся детям младше 2 лет.
Использование сульфасалазина в воспалительных заболеваниях уменьшилось из-за того, что он производит метаболит (продукт метаболизма) сульфапиридин, который приводит к увеличению побочных эффектов, таких как агранулоцитоз и гипозооспермия. Однако, другому метаболиту сульфасалазина, 5-аминосалициловой кислоте (5-АСА) приписывают терапевтический эффект.
Сульфасалазин также успешно используется при лечении случаев идиопатической крапивницы, не поддающихся действию антигистаминных препаратов.

## Побочные эффекты
При метаболизме сульфасалазин переходит в сульфапиридин. Его концентрация в крови должна проверяться каждые три месяца, и ещё чаще перед поездкой. Концентрация около 50 мг/л приводит к побочным эффектам. В редких случаях сульфасалазин может вызвать сильную депрессию, недомогание, парестезии, судороги, тремор, шум в ушах, бесплодие. Были случаи иммунной тромбоцитопении.
Сульфасалазин ингибирует дигидроптероат-синтазу и может вызвать дефицит фолиевой кислоты и мегалобластическую анемию.
Сульфасалазин может вызвать гемолитическую анемию у людей с фавизмом (недостатком глюкоза-6-фосфат дегидрогеназы).
Сульфасалазин может вызвать расстройство желудка, тошноту, рвоту, потерю аппетита, головную боль, головокружение или странную усталость, аллергические реакции.

## Показания
- неспецифический язвенный колит (лечение обострений и поддерживающая терапия в фазе ремиссии);
- Болезнь Крона (легкие и среднетяжелые формы в фазе обострения);
- Ревматоидный артрит;
- ювенильный ревматоидный артрит.

## Способ применения и дозы
Внутрь, после еды.
Неспецифический язвенный колит, болезнь Крона:
Взрослые. В первый день по 500 мг 4 раза в сутки; во 2-й день по 1 г 4 раза в сутки; в 3-й и последующие дни по 1,5-2 г 4 раза в сутки. После стихания острых клинических симптомов язвенного колита назначают поддерживающую дозу по 500 мг 3-4 раза в сутки в течение нескольких месяцев.
Дети. В возрасте 5-7 лет по 250—500 мг 3-6 раз в сутки; старше 7 лет по 500 мг 3-6 раз в сутки.
Ревматоидный артрит:
Взрослые. В течение первой недели назначают по 500 мг один раз в сутки, в течение второй — по 500 мг 2 раза в сутки, в течение третьей — по 500 мг 3 раза в сутки и т. д. Терапевтическая доза может составлять от 1,5 г до 3 г в сутки. Курс лечения — 6 месяцев и более.
Дети. В возрасте старше 6 лет в дозе 30-50 мг/кг массы тела в сутки, разделенной на 2-4 приема. Для детей старше 16 лет максимальная суточная доза составляет 2 г.

## Фармакодинамика
Сульфасалазин и его метаболит 5-аминосалициловая кислота плохо абсорбируются из тонкой кишки. Поэтому их главный способ действия — внутри кишечника. Приблизительно треть дозы сульфасалазина абсорбируется из тонкого кишечника. Оставшиеся две три проходят в толстый кишечник, где расщепляются бактериями на 5-АСА и Сульфапиридин (СП). СП хорошо абсорбируется из толстого кишечника (приблизительная биодоступность ~ 60 %); 5-АСА абсорбируется немного хуже (приблизительная биодоступность ~от 10 % до 30 %)

## Противопоказания
- заболевания крови;
- порфирия;
- выраженные нарушения функции печени;
- выраженные нарушения функции почек;
- дефицит фермента глюкозо-6-фосфатдегидрогеназы;
- детский возраст до 5 лет;
- повышенная чувствительность к сульфаниламидам и производным салициловой кислоты.

## Беременность и лактация
Применение Сульфасалазина при беременности возможно только по строгим показаниям в минимально эффективной дозе. Если позволяет течение заболевания, рекомендуется отменить препарат в III триместре беременности.
При необходимости применения препарата в период лактации следует решить вопрос о прекращении грудного вскармливания.

## Заболевание кишечника
В болезни Крона и язвенном колите применяется противовоспалительные лекарства, которые оказывают локальную помощь в кишечнике благодаря уменьшению синтеза воспалительных медиаторов (эйкозаноидов) и воспалительных цитокинов. Однако, в сравнении с глюкокортикоидами (другим классом лекарств, используемых в лечении воспалительных заболеваний кишечника), сульфасалазин — только мягкий иммунодепрессант.

## Артрит
Когда лечение артрита успешно, боль, опухание суставов и неподвижность уменьшаются и это может уменьшить или остановить повреждение суставов. Почему сульфасалазин эффективен в лечении различных форм артрита, до сих пор понятно не до конца. Возможно, сульфасалазин работает как ингибитор NF-κB.
Несмотря на то, что сульфасалазин и его метаболит месалазин (или 5-аминосалициловая кислота, 5-АСА) плохо абсорбируются в крови, они эффективны против симптомов вне кишечника. Возможно, это происходит из-за того, что язвенный колит даёт симптомы артрита, и при лечении артрита сульфасалазином на самом деле излечивался неувиденный у пациента язвенный колит.
Другой метаболит сульфапиридин абсорбируется в крови и используется как источник побочных эффектов, описываемых выше. Возможно, сульфапиридин также ответственен за некоторые противоартритные эффекты сульфасалазина.

## Условия отпуска из аптек
По рецепту врача.
С 1 января 2017 года в России ужесточились требования к продаже рецептурных медицинских препаратов.
Лекарства с пометкой «продаются только по рецепту врача». В эту группу входят антибиотики, нейролептики, психотропные вещества, ампульные и гормональные препараты, контрацептивы, средства для регуляции артериального давления; средства, влияющие на сердечно-сосудистую систему: кодеиносодержащие препараты, обезболивающие. 